# Charles Frederick Chandler

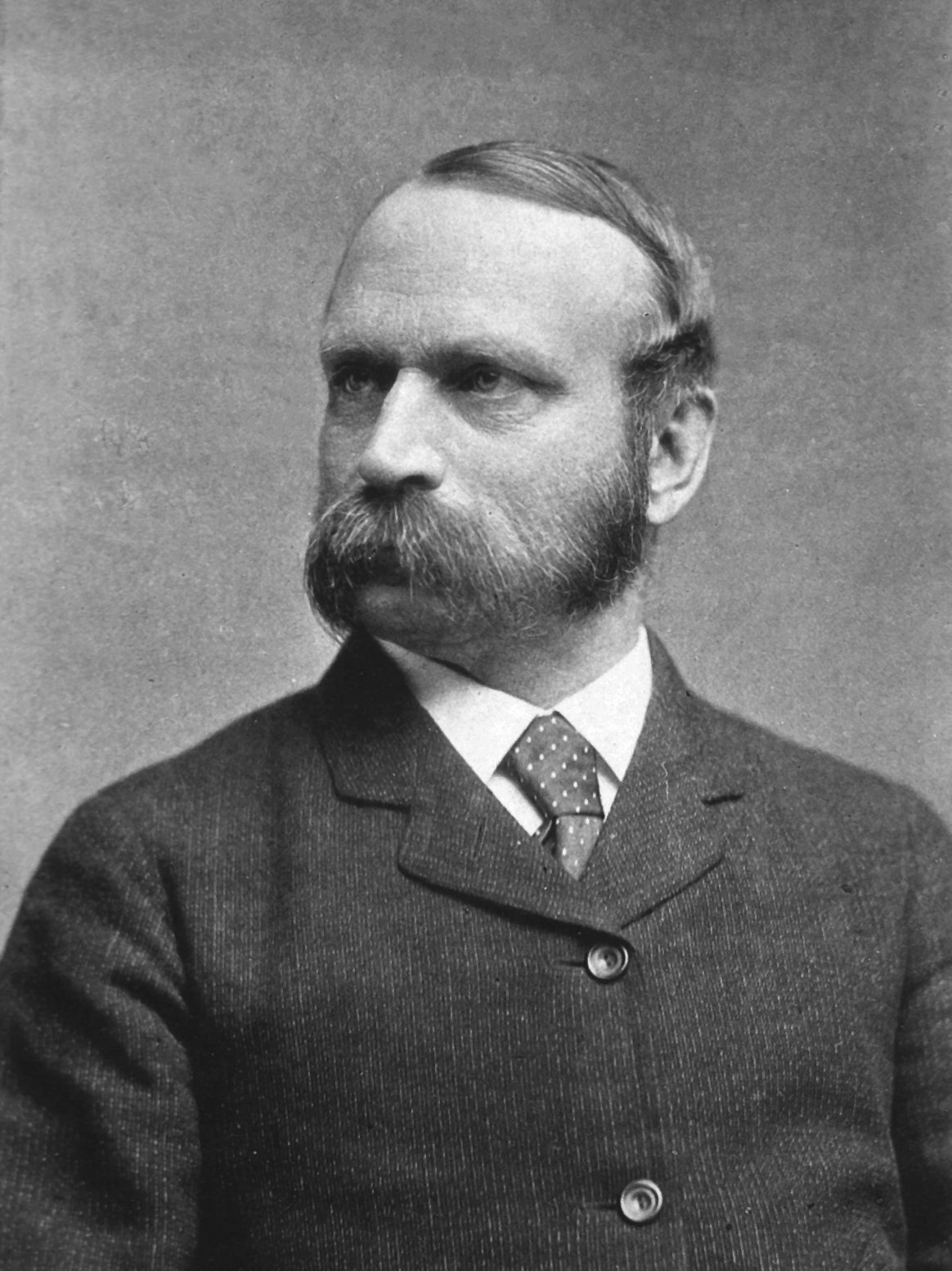
Charles Frederick Chandler (um 1870)

Charles Frederick Chandler (* 6. Dezember 1836 in Lancaster, Massachusetts; † 25. August 1925 in East Hartford, Connecticut) war ein US-amerikanischer Chemiker und Hochschullehrer an der Columbia University. Außerdem war er ein Pionier des öffentlichen Gesundheitswesens in New York City. Seine Arbeit auf diesem Gebiet wurde zum Vorbild für andere Städte in den USA. Außerdem war er erfolgreich als Berater der chemischen Industrie.

## Leben
Chandler, der Sohn eines Inhabers eines Bekleidungsladens, wuchs in New Bedford (Massachusetts) auf und interessierte sich früh für Chemie, Geologie und Mineralogie (wobei ihn öffentliche Vorlesungen von Louis Agassiz anregten). Er studierte Chemie an der Lawrence Scientific School der Harvard University und ab 1854 in Göttingen bei Friedrich Wöhler und Heinrich Rose (sein Lehrer in analytischer Chemie). 1856 wurde er in Göttingen promoviert. Danach war er am Union College in Schenectady, an dem er zunächst Laborassistent (offiziell eine Art Hausmeister) von Charles A. Joy war, 1857 Associate Professor und 1859 Professor für Chemie wurde. Ab 1864 war er Professor an der neu gegründeten Columbia School of Mines in New York (ab 1897 Teil der Columbia University), an der er Dekan wurde, was er bis 1897 blieb. Er lehrte aber noch bis 1910 an der Columbia University. Zusätzlich hielt er Vorlesungen über Chemie und Gerichtsmedizin am Columbia College of Physicians and Surgeons, am Columbia College und am College of Pharmacy in New York (Professoren der Chemie wurden anfangs in den USA schlecht bezahlt und mussten häufig an mehreren Orten lehren bzw. mehrere Berufstätigkeiten ausüben). 
Chandler hatte eine der ersten Professuren für analytische Chemie und übte in den USA einen großen Einfluss auf die Durchsetzung der Chemie als Beruf aus. Öffentlich wirkte er auch in der Verbesserung der Hygiene, Wasserver- und -entsorgung sowie Nahrungs- und Medikamentenkontrolle (besonders Milch) mit seiner Arbeit für das Metropolitan Board of Health in New York, dessen Chemiker er ab 1866 und dessen Präsident er 1873 bis 1883 war. Er sorgte 1873 dafür, dass die bis dahin häufigen Milch-Pantschereien in New York unterblieben (verantwortlich für zahlreiche Todesfälle bei Säuglingen), ging auch gegen giftige Bestandteile in Kosmetika und bei alkoholischen Getränken vor, drang auf Bauvorschriften für Mietshäuser (Tenement House Act), die für adäquate Beleuchtung und Belüftung sorgten und setzte eine strenge Qualitätskontrolle für das Petroleum von Petroleumlampen, die bis dahin häufig explosive Rohbenzinanteile besaßen. Er selbst erfand Verbesserungen in den Sanitärinstallationen, die er auch patentfrei zur Verfügung stellte, und sorgte für eine Versorgung mit sauberem Wasser und eine Verbesserung der Abwassersysteme. Er verbesserte den Zugang ärmerer Bevölkerungsschichten zum Gesundheitswesen, sorgte für kostenlose Impfungen und den Bau von Seuchenkrankenhäusern. Er war auch häufig Sachverständiger in Gerichtsverfahren. Mit dem Chemiker William H. Nichols sorgte er für eine Qualitätskontrolle der Baumé-Grade. Als Chemiker befasste er sich mit Anilin-Farbstoffen, Photo-Materialien, Gas für Beleuchtung, Petroleum, Zucker und Elektrochemie.
1874 wurde Chandler in die National Academy of Sciences gewählt. Seit 1875 war er Mitglied der American Philosophical Society. 1899/1900 war er Präsident der Society of Chemical Industry.
Mit seinem Bruder William, der auch Chemiker war, gab er bis 1877 die Zeitschrift American Chemist heraus. Er war 1876 einer der Haupttriebkräfte bei der Gründung der American Chemical Society (und deren Zeitschrift The Journal of the American Chemical Society) und 1881 bis 1889 deren Präsident. Zuvor hatte er 1874 in Northumberland am Grab von Joseph Priestley ein Treffen amerikanischer Chemiker zum hundertjährigen Jubiläum der Entdeckung von Sauerstoff durch Priestley organisiert. Er war auch 1898 Mitgründer und bis 1900 erster Präsident des The Chemists’ Club in New York.
An der Columbia University gründete er auch ein Chemisches Museum (Chandler Chemical Museum).
1920 erhielt er die Perkin Medal.
Sein jüngerer Bruder William war auch ein bekannter Chemiker, Professor an der Lehigh University. Mit ihm gab er von 1870 bis 1877 den American Chemist heraus (dem Vorläufer des Journal of the American Chemical Society).